# مومباروتسو
مومباروتسو (بالإيطالية: Mombaruzzo)‏ هي بلدة وبلدية في مقاطعة أستي في إقليم بييمونتي في جنوب إيطاليا.

## السكان
في سنة 1861 بلغ عدد السكان 2٬575 نسمة، وتطور العدد ليصل في سنة 2011 لـ 1٬153 نسمة.
يظهر هذا المخطط البياني تطور النمو السكاني لـ مومباروتسو